# ルディ・レイ・ムーア (映画)
『ルディ・レイ・ムーア』(Dolemite Is My Name)は、2019年のアメリカ合衆国のコメディ伝記映画。監督はクレイグ・ブリュワー。主演はエディ・マーフィ。共演はウェズリー・スナイプス、キーガン＝マイケル・キー、マイク・エップス、クレイグ・ロビンソン、タイタス・バージェス、ダヴァイン・ジョイ・ランドルフら。

## キャスト
※括弧内は日本語吹替
- ルディ・レイ・ムーア - エディ・マーフィ（山寺宏一）
- ダーヴィル・マーティン（英語版） - ウェズリー・スナイプス（江原正士）
- ジェリー・ジョーンズ - キーガン＝マイケル・キー（山野井仁）
- ジミー・リンチ - マイク・エップス（竹田雅則）
- ベン・テイラー - クレイグ・ロビンソン（天田益男）
- セオドア・トニー - タイタス・バージェス（英語版）（野沢聡）
- レディ・リード - ダヴァイン・ジョイ・ランドルフ（斉藤貴美子）
- ジョセフ・ビハリ（英語版） - アレクサンダー・フィリモノビッチ（英語版）（上住谷崇）
- ティップ・"T.I."・ハリス
- ダディ・ファッツ - クリス・ロック（斎藤寛仁）
- リコ - ロン・シーファス・ジョーンズ（英語版）（さかき孝輔）
- 叔母 - ルーネル（英語版）（青木和代）
- ボブ・ブルックス - ジェラルド・ダウニー（英語版）
- アレン - ジャーナード・バークス（斉藤次郎）
- ニック - コディ・スミット＝マクフィー（岩中睦樹）
- トミー・アール・ジェンキンス（英語版）
- DJロジ - スヌープ・ドッグ
- デスモンド - バリー・シャバカ・ヘンリー（内田紳一郎）
- ローレンス・ウールナー - ボブ・オデンカーク（さかき孝輔）

その他の日本語吹き替え：金馬貴之／赤坂柾之／谷仲恵輔／内野孝聡／八木岳／塙英子／中村綾／金田愛／菊永あかり／高橋雛子
日本語版制作スタッフ
- 翻訳:平田勝茂
- 演出:簑浦良平
- 調整:武田将仁
- 録音スタジオ:ACスタジオ
- 制作:ACクリエイト

## 製作
2018年6月、スコット・アレクサンダーとラリー・カラゼウスキーが執筆した脚本からクレイグ・ブリュワーが監督する新作の製作と配信を、Netflixが行うことが発表された。エディ・マーフィが主人公のムーアを演じる。同年同月、その他の主要なキャストが発表された。同年7月、クリス・ロックとロン・シーファス・ジョーンズがキャストに加わった。

### 撮影
主要な撮影は、2018年6月12日から始まった。

## 公開
本作は、2019年9月の第44回トロント国際映画祭で世界初上映された。